# Erlöserkirche (Bad Honnef)

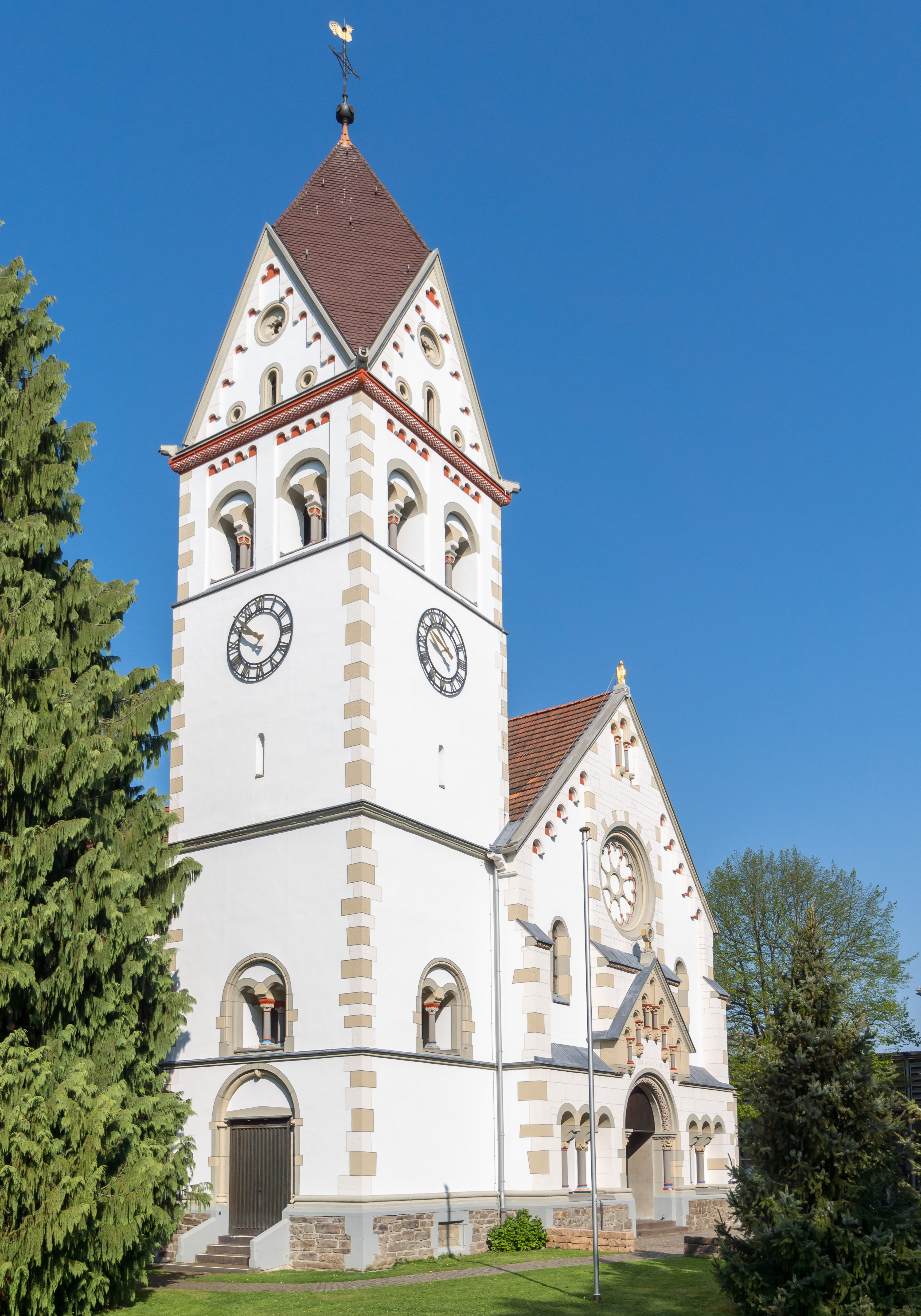
Erlöserkirche (2022)

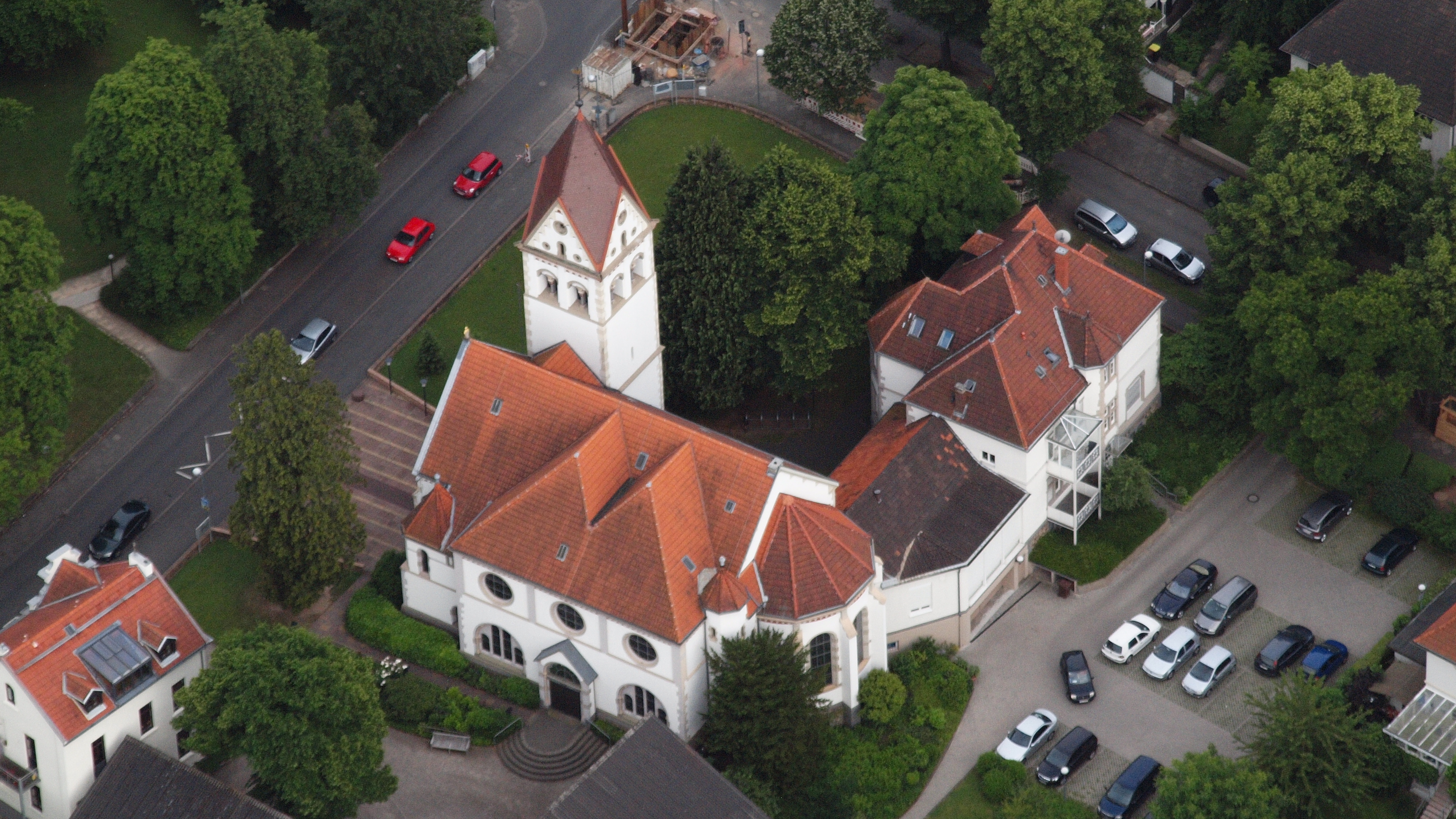
Erlöserkirche, Luftaufnahme (2014)

Die Erlöserkirche (ⓘ) ist die evangelische Pfarrkirche von Bad Honnef, einer Stadt im nordrhein-westfälischen Rhein-Sieg-Kreis. Sie wurde 1899/1900 errichtet. Die Kirche liegt an der Luisenstraße (Hausnummer 13) im westlichen Bereich des Stadtzentrums und steht als Baudenkmal unter Denkmalschutz.
Die Kirchengemeinde Bad Honnef gehört zum Kirchenkreis An Sieg und Rhein der Evangelischen Kirche im Rheinland.

## Geschichte

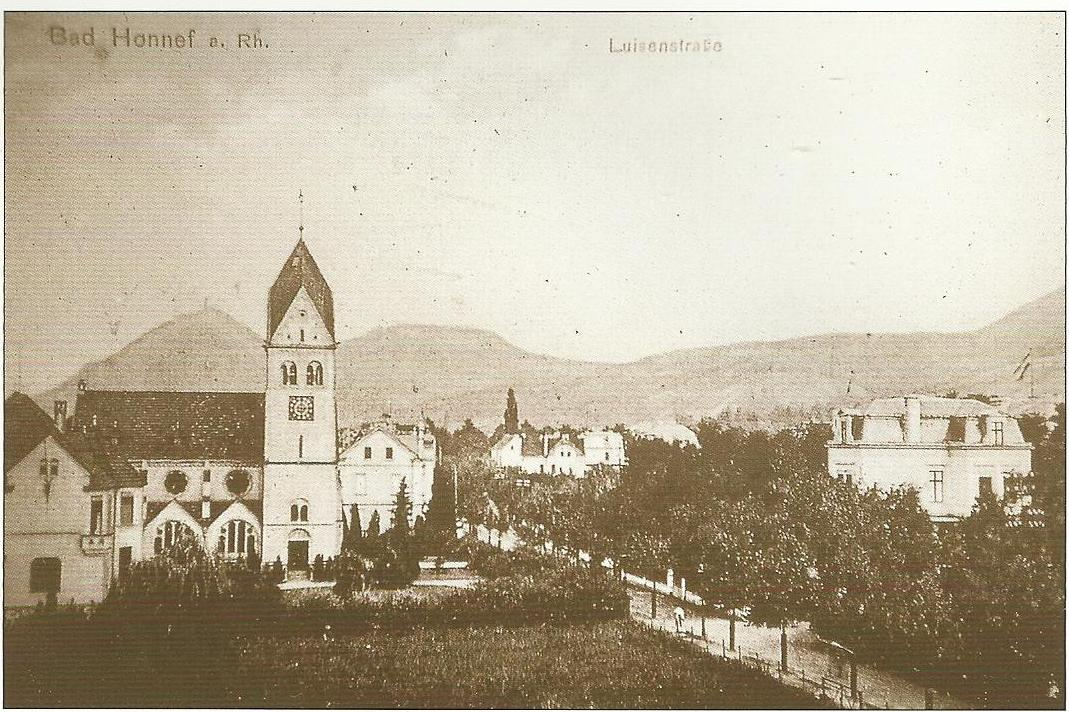
Die evangelische Pfarrkirche im Honnefer Stadtbild (1900)

Nach der Gründung einer evangelischen Kirchengemeinde in Honnef am 1. Juli 1895 wurde 1896 der Bau einer Pfarrkirche und eines Pfarrhauses beschlossen. Sie entstand nach einem Entwurf und unter der Gesamtbauleitung des Kirchenbaumeisters Ludwig Hofmann – die Gestaltung der Details übernahm der Honnefer Architekt Ottomar Stein – in Form eines neoromanischen Kirchengebäudes mit Tonnengewölbe. Kaiserin Auguste Viktoria übernahm in einer späteren Bauphase die Schirmherrschaft; Wilhelm II. griff mit einer eigenen Bleistiftzeichnung in die Planungen ein und setzte als Turmabschluss anstelle des von Hofmann vorgesehenen hohen und schlanken Helms die gewöhnlich in Norddeutschland verbreitete Bischofsmütze durch. Beide stifteten das Glasmosaikfenster über dem Haupteingang, die Königin Sophia von Schweden und Norwegen ein Chorfenster. Am 29. Mai 1899 wurde die Grundsteinlegung gefeiert, die Weihung erfolgte am 2. Dezember 1900. Die zuvor von der Gemeinde genutzte evangelische Kapelle an der Linzer Straße 24/26 wurde anschließend profaniert und 1901 an die Jüdische Gemeinde Honnef verkauft, die dort 1902 ihre Synagoge einrichtete.
Am Ende des Zweiten Weltkriegs wurde die Kirche beschädigt, der ursprüngliche Zustand bei der anschließenden Restaurierung – die auch eine Verlegung des Kircheneingangs beinhaltete – nicht gänzlich wiederhergestellt. 1958 wurde der Kirchvorplatz bei Beseitigung des bisherigen Einfassungsgitters neugestaltet, 1960 erfolgte eine umfassende Umgestaltung und Erneuerung des Altarraums. 1983 wurden an den Seitenfenstern der Kirche Veränderungen vorgenommen. Die Eintragung des Kirchengebäudes in die Denkmalliste der Stadt Bad Honnef erfolgte am 7. Januar 1992. Seit 1997 trägt es den Namen „Erlöserkirche“. Die letzte Renovierung wurde im Jahr 2006 durchgeführt.
Am 3. Dezember 2016 fand in der Erlöserkirche im Beisein politischer Prominenz die Trauerfeier für den verstorbenen Bundestagsvizepräsidenten Peter Hintze statt.

## Orgel
1962 erhielt die Kirche ihre heutige Orgel aus der Karl Schuke Berliner Orgelbauwerkstatt.
| I Hauptwerk C–g3 |    |
| Prinzipal        | 8′ |
| Gemshorn         | 8′ |
| Oktave           | 4′ |
| Rohrflöte        | 4′ |
| Waldflöte        | 2′ |
| Sesquialtera II  |    |
| Mixtur III-IV    |    |
| Trompete         | 8′ |

| II Schwellwerk C–g3 |    |
| Gedackt             | 8′ |
| Spitzgedackt        | 4′ |
| Prinzipal           | 2′ |
| Sifflöte            | 1′ |
| Scharff III         |    |
| Terzian II-III      |    |
| Vox humana          | 8′ |
| Tremulant           |    |

| Pedal C–f1    |     |
| Subbass       | 16′ |
| Oktavbass     | 8′  |
| Rohrpfeife    | 4′  |
| Hintersatz IV |     |
| Fagott        | 16′ |
| Trompete      | 4′  |

- Koppeln: II/I, I/P, II/P

## Trivia
In dem Spielfilm Rabiye Kurnaz gegen George W. Bush (2022) diente die Erlöserkirche als Drehort.

## Foto-Galerie

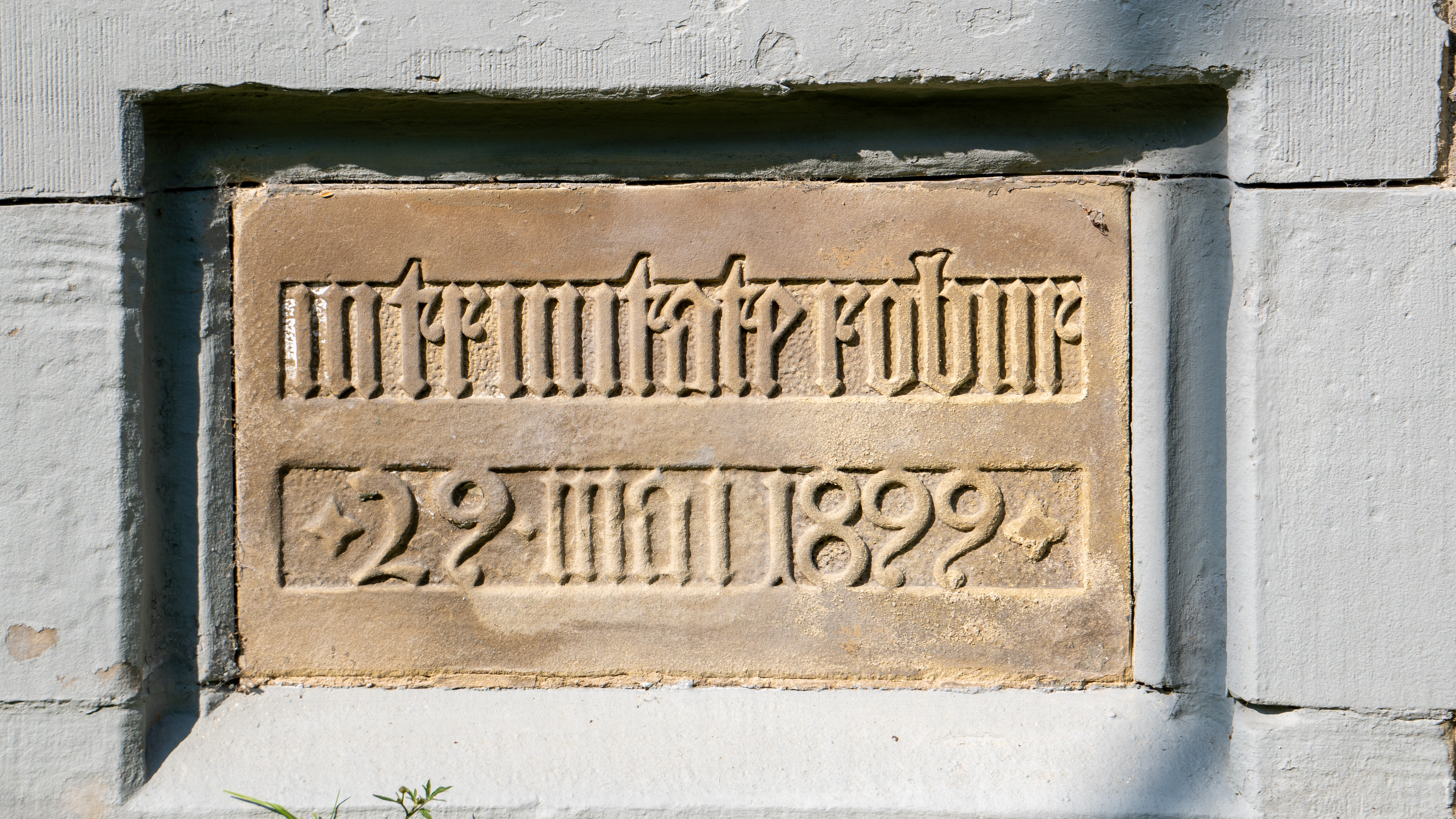
Grundstein
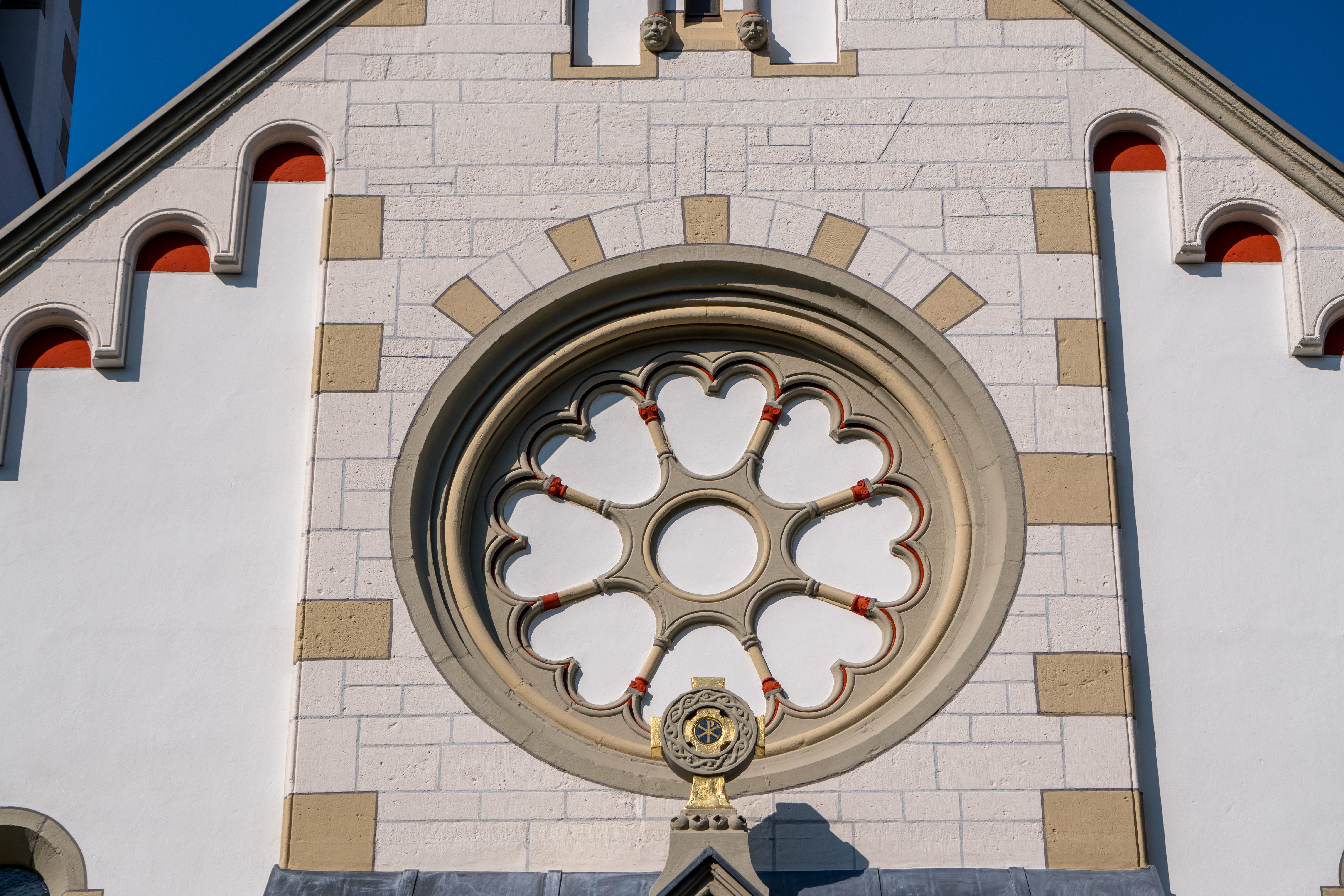
Fassaden-Detail
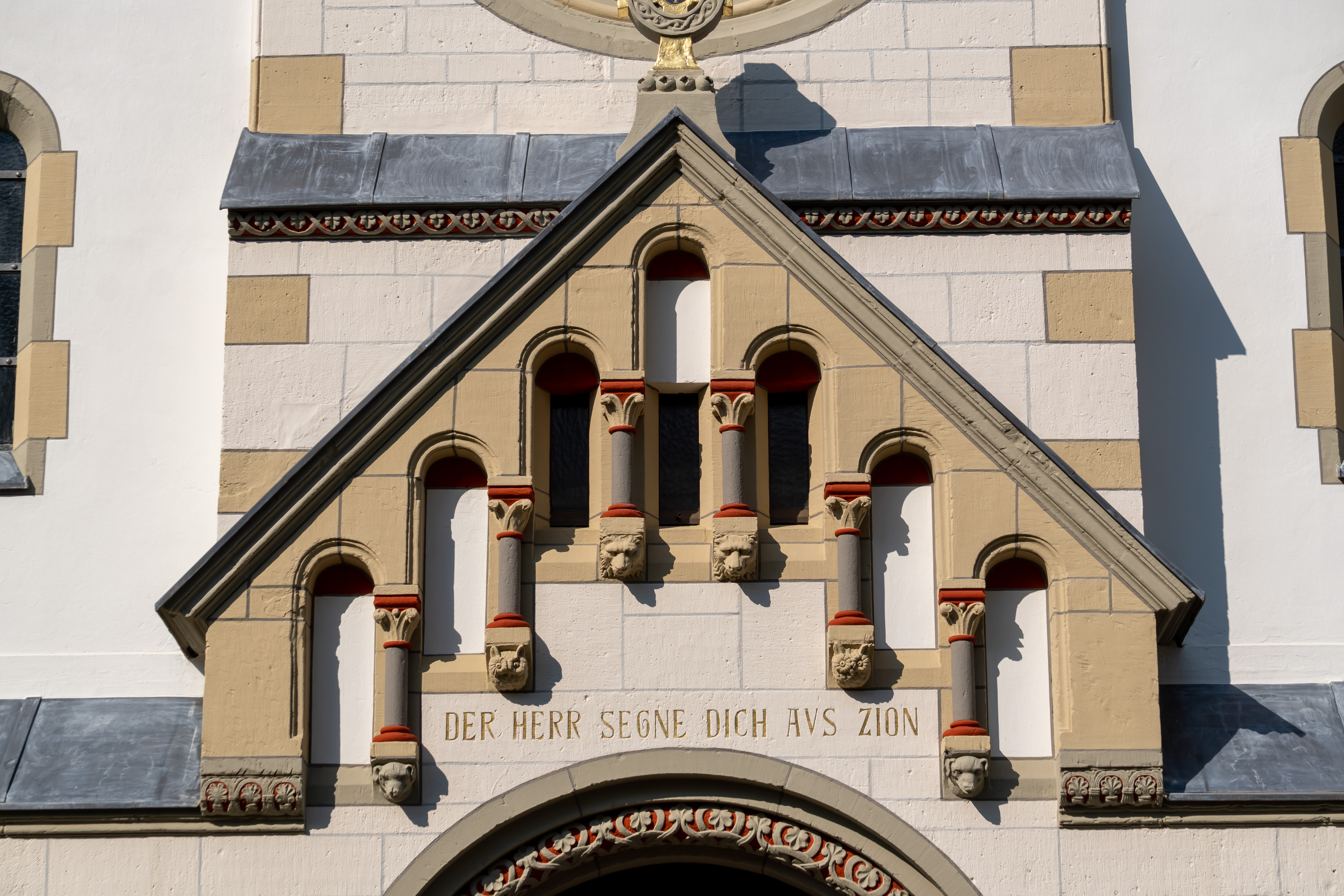
Fassaden-Detail
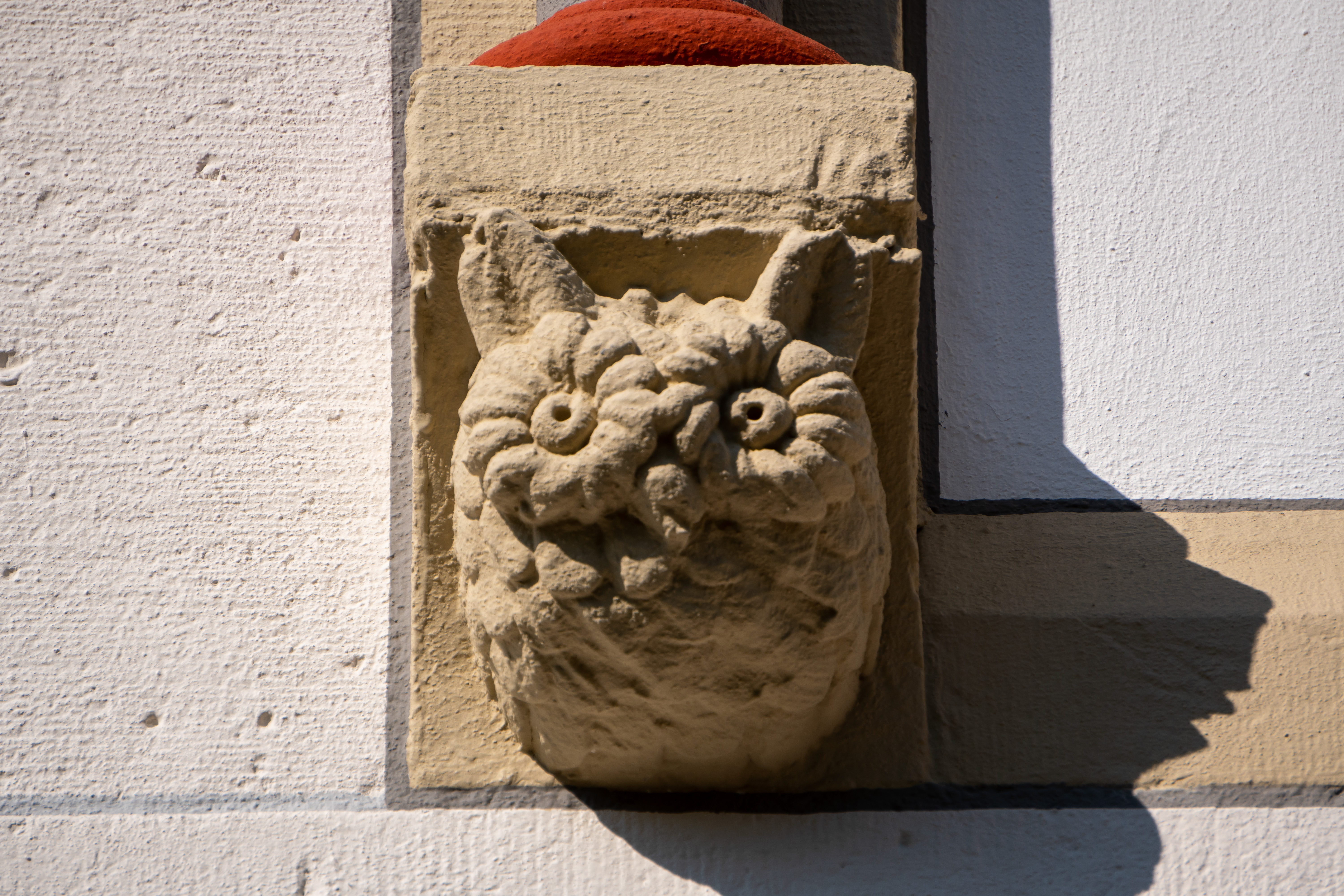
Fassaden-Detail (Eule)
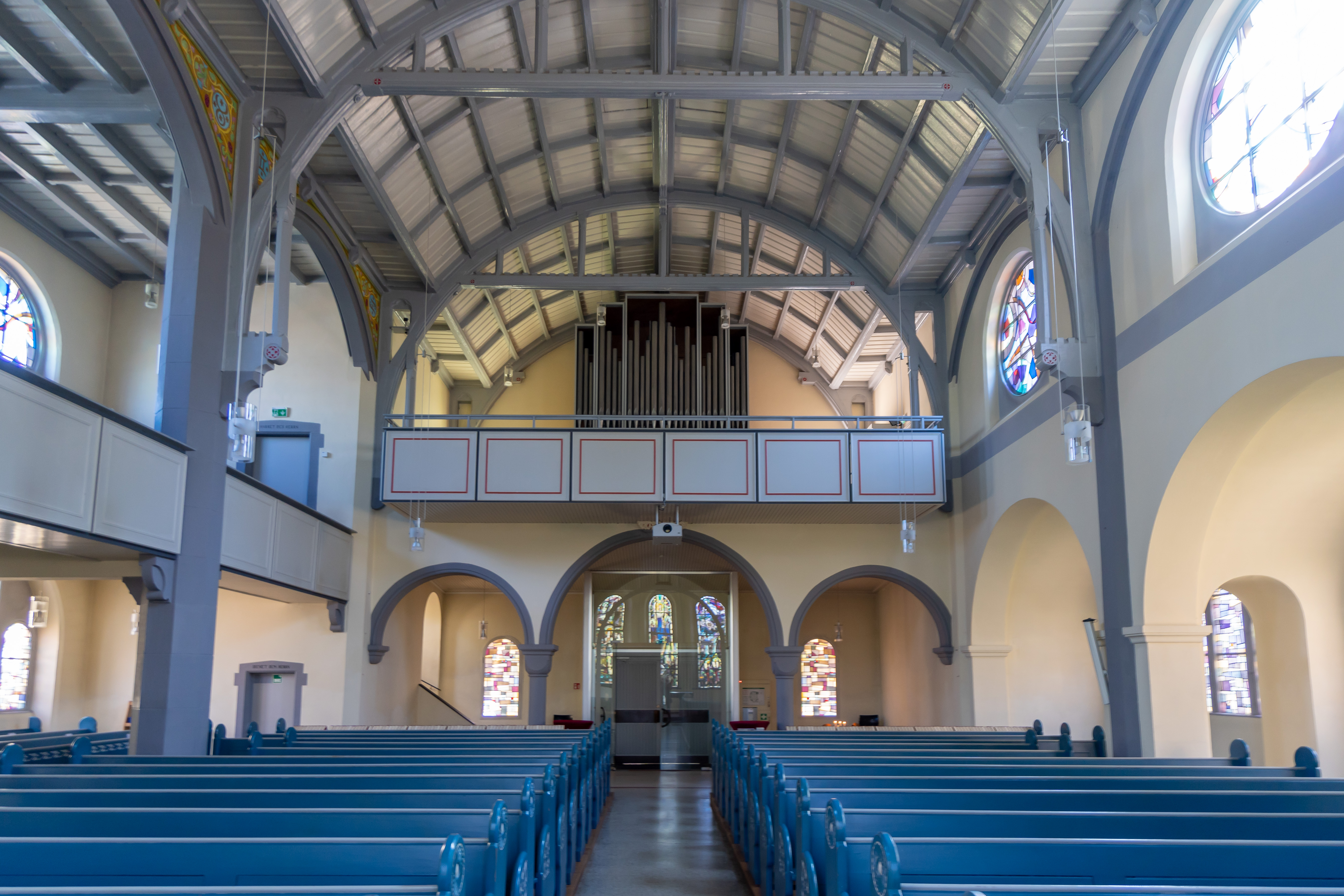
Innenansicht